# SMBC信託銀行
株式会社SMBC信託銀行（エスエムビーシーしんたくぎんこう、英語: SMBC Trust Bank Ltd.）は東京都千代田区丸の内に本社を置く、三井住友フィナンシャルグループ傘下（SMBCグループ）の信託銀行である。三井住友銀行の100%子会社。従来、メガバンクで唯一グループ内に信託部門を持っていなかったSMBCグループにおける信託銀行として、2013年に発足した。
SMBC信託銀はSMBCグループであり、三井住友トラストグループ傘下の三井住友信託銀行（SMTB）と直接的な資本関係こそないが、SMBCの前身行（住友銀行とさくら銀行）はそれぞれ信託部門を子会社として持っており、いずれもSMTBの前身行に売却されている（2000年に住友銀行はすみぎん信託銀行株式会社の株式を住友信託銀行に譲渡、2001年にさくら銀行はさくら信託銀行株式会社の株式を中央三井信託銀行に譲渡）。

## 概要
SMBC信託銀は、JPモルガン・チェースグループのケミカル信託銀行株式会社として1986年に設立。その後、ソシエテ・ジェネラルによる買収を経て、ソシエテジェネラル信託銀行株式会社となった。
2013年10月1日、三井住友銀行の100%子会社となり、社名を株式会社SMBC信託銀行に変更した。
2014年12月25日、SMBCグループがシティバンク銀行（シティ銀）のリテールバンク部門（預金2兆4400億円と32支店、及び約1600人の従業員）を約400億円で取得、SMBC信託銀が業務を引き継いだ上で営業を開始すると発表した。
なお、統合は当初予定を繰り延べして2015年11月1日に行われ、SMBC信託銀は新ブランドである「PRESTIA（プレスティア）」を立ち上げ、同部門を承継した。統合発表に併せ、シティ銀が海外で190万台展開するATMでの現金引き出しなど、従来サービスはすべて継続する旨を公表した。また統合に先立ち、2015年4月13日からシティ銀、SMBCの既存顧客に対し、両行のサービス利用時における手数料優遇等を実施した。
現在、新たに口座を通常に開設する場合には残高次第で維持手数料が必要。また口座残高が5000円以上でないと出金ができない。

## 沿革
- 1986年（昭和61年）2月：ケミカル信託銀行株式会社、ケミカル・インターナショナル・ファイナンスリミテッドの100%出資により設立。
- 1996年（平成8年）11月：チェース信託銀行株式会社に改称。
- 2002年（平成14年）6月：ソシエテ・ジェネラルにより買収され、エス・ジー・信託銀行株式会社に改称。この時を「営業開始」としている。
- 2010年（平成22年）1月：ソシエテジェネラル信託銀行株式会社に改称
- 2012年（平成24年）10月：金融庁より行政処分を受ける[13]。プライベートバンキング部門は翌月まで、法人部門は翌年1月まで業務停止。
- 2013年（平成25年）10月：三井住友銀行により買収され、株式会社SMBC信託銀行に改称、三井住友フィナンシャルグループの傘下に入る。
- 2015年（平成27年）
  - 4月1日：本社機能を東京都港区赤坂から同区西新橋へ移転。
  - 7月1日：SMBC日興証券を委託元証券会社とする金融商品仲介業務を開始。
  - 11月1日：シティバンク銀行のリテールバンク部門を引き継ぎ、PRESTIA部門の業務を開始。
- 2016年（平成28年）
  - 2月1日：三井住友カードとの提携に基づき、VISAブランドのクレジットカード取り扱いを開始[14][15]。
  - 4月4日：シティバンク銀行のリテールバンク部門統合後、初の支店新設となる名古屋駅前支店をミッドランドスクエア内に開設[16]。
- 2018年（平成30年）
  - 4月1日：三井住友銀行の外貨両替コーナーに関する事業を承継。「PRESTIA EXCHANGE」の業務を開始。
  - 7月17日：勘定系システムを変更。三井住友銀行ATMでの無料入金サービスを開始。
- 2019年（平成31年/令和元年）
  - 10月1日：VISAデビット一体型のキャッシュカードである「GLOBAL PASS」の発行を開始[17]。
- 2021年（令和3年）
  - 7月5日：同日から西新橋と東新宿に分かれていた本社・本部機能を丸の内の三井住友銀行東館に順次移転。
  - 9月：新型コロナウイルス感染症の流行による海外渡航・来航の減少などから、外貨両替コーナー「PRESTIA EXCHANGE」を2021年9月までに順次閉鎖。
  - 11月22日：東館4Fに本店営業部を開設[18]。
  - 12月20日：証券代行業務の営業を開始。